# Козирог (зодия)
Вижте пояснителната страница за други значения на Козирог.
Козирог (на латински: Capricorn) е десетият зодиакален знак. Съответства на диапазона от 270° до 300° върху небесната координатна система. За негова планета управител се приема Сатурн, а негов ден от седмицата -  събота, ден, свързван с тази планета. В сидералната астрология зодията се свързва със съзвездието Козирог.
Символът на зодията се основава на първичния шумерски бог на мъдростта Енки с глава и торс на коза и долна част на тялото и опашка на риба.